# Scott Capurro
Scott Allan Capurro (San Francisco, 10 dicembre 1962) è un attore, comico e scrittore statunitense. I suoi ruoli nelle commedie sono volutamente provocatorie, infatti fanno spesso riferimento a vita dei gay e alla loro cultura popolare, alla politica, alle razze e al razzismo. Vive a San Francisco.

## Carriera
Nel 1994 riceve il Perrier Award come miglior esordiente al Festival di Edimburgo. Nel 1999 ha dato la voce a Beed Annodue nel film Star Wars: Episodio I - La minaccia fantasma. Nel 2001 Capurro è apparso allo show australiano Rove Live e sconvolse l'ospite in studio, Rove McManus, con cui ha cominciato una discussione molto accesa con il suo solito modo di fare (Scott è solito creare forti discussioni con toni molto accesi).
Nel 2002 ha presentato un documentario allegramente sul canale britannico Channel 4 intitolato The Truth About Gay Animals , dove ha esaminato il tema dell'omosessualità negli animali. Capurro ha visitato varie razze di animali tenuti "male" (ad esempio rinchiusi in gabbie), che mostravano spesso un disturbo nell'orientamento sessuale, con cui si confrontò anche con gli addetti che sorvegliavano le gabbie dove erano rinchiusi gli animali. Lo spettacolo incluse in seguito un colloquio con un'attivista per i diritti anti-gay, la baronessa Young (Janet Young), a cui Capurro mostrò delle immagini dove diverse specie animali gay (maschio-maschio\femmina-femmina) provavano ad accoppiarsi; poi le chiese se quelle immagini le facessero venire dei dubbi sulla loro "innaturalità".
Capurro è stato spesso ospite al Sarah & Vinnie Morning Show su Radio Alice 97.3FM KLLC San Francisco. È anche un partecipante regolare nella serie di discussione di attualità The Wright Stuff, ospitato dal suo amico Matthew Wright. 
I capitali di Capurro sono amministrati dalla The Comedy Bar. 
Da maggio a giugno 2008, ha interpretato il ruolo di Sammy nel dramma di Joe DiPietro, Fucking Men, a Londra, Inghilterra.

### Ruoli nei film
| Anno | Film                                         | Ruolo               |
| ---- | -------------------------------------------- | ------------------- |
| 1993 | Mrs. Doubtfire                               | "Aunt" Jack Hillard |
| 1999 | Star Wars: Episodio I - La minaccia fantasma | Beed Annodue (voce) |

### Apparizioni televisive
| Anno      | Programma                   | Ruolo                                                                 | Prodotto da              |
| --------- | --------------------------- | --------------------------------------------------------------------- | ------------------------ |
| 1998      | We're Funny That Way!       | Se stesso                                                             |                          |
| 1998–1999 | Nash Bridges                | Larry, coordinatore spettacolo (2 episodi, High Society e Cuda Grace) | Carlton Cuse Productions |
| 2001–2002 | That Gay Show               | Presentatore                                                          | BBC                      |
| 2002      | The Truth About Gay Animals | Presentatore                                                          | Channel 4                |